# Flindersella
Flindersella är ett släkte av insekter. Flindersella ingår i familjen Morabidae.
Kladogram enligt Catalogue of Life:
| Flindersella | \| \| Flindersella acuticercus \| \| \| \| \| \| Flindersella improcera \| \| \| \| |
|              | \| \| Flindersella acuticercus \| \| \| \| \| \| Flindersella improcera \| \| \| \| |
|              | Flindersella acuticercus                                                            |
|              |                                                                                     |
|              | Flindersella improcera                                                              |
|              |                                                                                     |